# Autofradat
Autofradat (grč. Aυτoφραδάτης; „Autophradates“) je bio perzijski general u doba vladavine Artakserksa III. i Darija III. Kodomana. 
Tijekom Artakserksove vlasti Autofradat je zarobio Artabaza II., pobunjenog satrapa Frigije, no kasnije je oslobođen. Nakon smrti perzijskog admirala Memnona 333. pr. Kr., Autofradat i Farnabaz III. preuzeli su zapovjedništvo nad mornaricom te nastavili opsadu grada Mitilene na otoku Lezbos, koju je započeo sam Memnon. Nakon svršetka upješne opsade, Farnabaz III. isplovio je za zarobljenicima prema Liciji, dok je Autofradat nastavio napadati otoke u Egejskom moru u cilju da onemogući opskrbu vojsci Aleksandra Makedonskog. 
Nakon što mu se Farnabaz III. ponovo priključio, Autofradat je isplovio prema otoku Tenedos koji se odbio predati Perzijancima. Također, za vrijeme pohoda po Egeju Autofradat je postavio opsadu i oko grada Atarneusa u sjeverozapadnoj Anatoliji, no bez većih uspjeha.

## Poveznice
- Perzijsko Carstvo
- Artakserkso II.
- Datam
- Ariobarzan
- Artabaz II.
- Farnabaz III.

## Vanjske poveznice
- [neaktivna poveznica]
- Autofradat (Autophradates), AncientLibrary.com  Arhivirana inačica izvorne stranice od 17. prosinca 2005. (Wayback Machine)